# フィーリプ (シュレースヴィヒ＝ホルシュタイン＝ゴットルプ公)
フィーリプまたはフィリップ（デンマーク語:Philip；ドイツ語:Philipp, 1570年8月10日 - 1590年10月18日）は、シュレースヴィヒ＝ホルシュタイン＝ゴットルプ公（在位：1587年 - 1590年）。
シュレースヴィヒ＝ホルシュタイン＝ゴットルプ公アドルフと、その妻でヘッセン方伯フィリップの娘であるクリスティーネの次男。夭折した兄フレデリク2世を後を継いだが、自らも若くして死んだ。
| 先代 フレデリク2世 | シュレースヴィヒ＝ホルシュタイン＝ゴットルプ公 1587年 - 1590年 | 次代 ヨハン・アドルフ |